# (100358) 1995 UK2
(100358) 1995 UK2 es un asteroide perteneciente al cinturón de asteroides, descubierto el 24 de octubre de 1995 por el equipo del Observatorio Kleť desde el Observatorio Kleť, České Budějovice, República Checa.

## Designación y nombre
Designado provisionalmente como 1995 UK2 .

## Características orbitales
1995 UK2 está situado a una distancia media del Sol de 3,122 ua, pudiendo alejarse hasta 3,569 ua y acercarse hasta 2,674 ua. Su excentricidad es 0,143 y la inclinación orbital 10,92 grados. Emplea 2015 días en completar una órbita alrededor del Sol.

## Características físicas
La magnitud absoluta de 1995 UK2 es 14,7.